# McDonnell Douglas MD-12

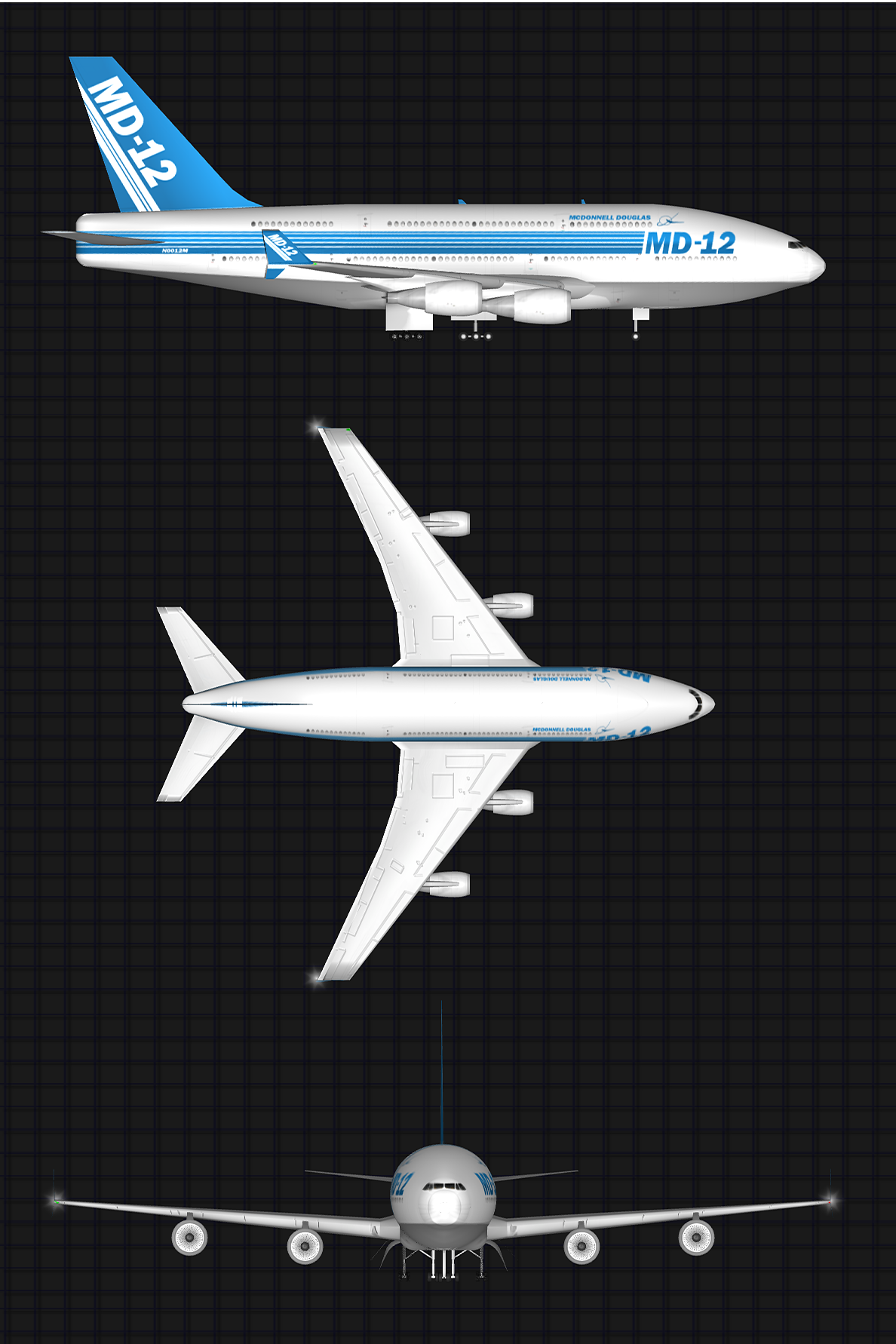
Dreiseitenansicht der nicht gebauten MD-12

Die McDonnell Douglas MD-12 war eine Flugzeug-Entwurfsstudie in den 1990er Jahren. Sie sollte mit bis zu 500 Passagieren eine größere Kapazität als die im Dienst befindliche McDonnell Douglas MD-11 aufweisen und in Konkurrenz zur Boeing 747-400 stehen. Dieser Anspruch sollte durch Ausstattung mit vier Triebwerken und zwei durchgängigen Passagierdecks erreicht werden. Konkrete Planungen wurden im April 1992 veröffentlicht.
Ähnliche Konzepte verfolgten auch Airbus mit dem noch größeren Airbus A380 und Boeing mit seiner ebenfalls nicht verwirklichten Boeing-NLA-Studie. Die Entwicklung der MD-12 war schon früh von Finanzierungsproblemen begleitet, und mit der Übernahme von McDonnell Douglas durch Boeing im Jahr 1997 wurden die Planungen daran endgültig aufgegeben. Trotz offensiven Marketings war bis zu diesem Zeitpunkt kein konkretes Kundeninteresse an der Maschine zu verzeichnen.

## Technische Daten
| Kenngröße                | Daten der MD-12 HC (High Capacity)                                       |
| ------------------------ | ------------------------------------------------------------------------ |
| Einsatzbereich           | Langstrecke                                                              |
| Länge                    | 63,40 m                                                                  |
| Spannweite               | 64,92 m                                                                  |
| Höhe                     | 22,55 m                                                                  |
| Flügelfläche             | 543,1 m²                                                                 |
| Flügelstreckung          | 7,76                                                                     |
| Tragflächenbelastung     | - minimal: 346 kg/m² - maximal: 792 kg/m²                                |
| Leermasse                | 187.650 kg                                                               |
| max. Startmasse          | 430.000 kg                                                               |
| Höchstgeschwindigkeit    | Mach 0,85                                                                |
| Reichweite               | 14.825 km                                                                |
| typische Sitzplatzanzahl | 430 (Drei-Klassen-Konfiguration)                                         |
| max. Sitzplatzanzahl     | 511                                                                      |
| Triebwerke:              | vier Mantelstromtriebwerke General Electric CF6-80C2 mit je 274 kN Schub |